# وادي كنيس
وادي كنيس هو مجرى مائي في الجزائر العاصمة، ينبع من جبال ساحل الجزائر ليتدفق إلى خليج الجزائر.

## وصف

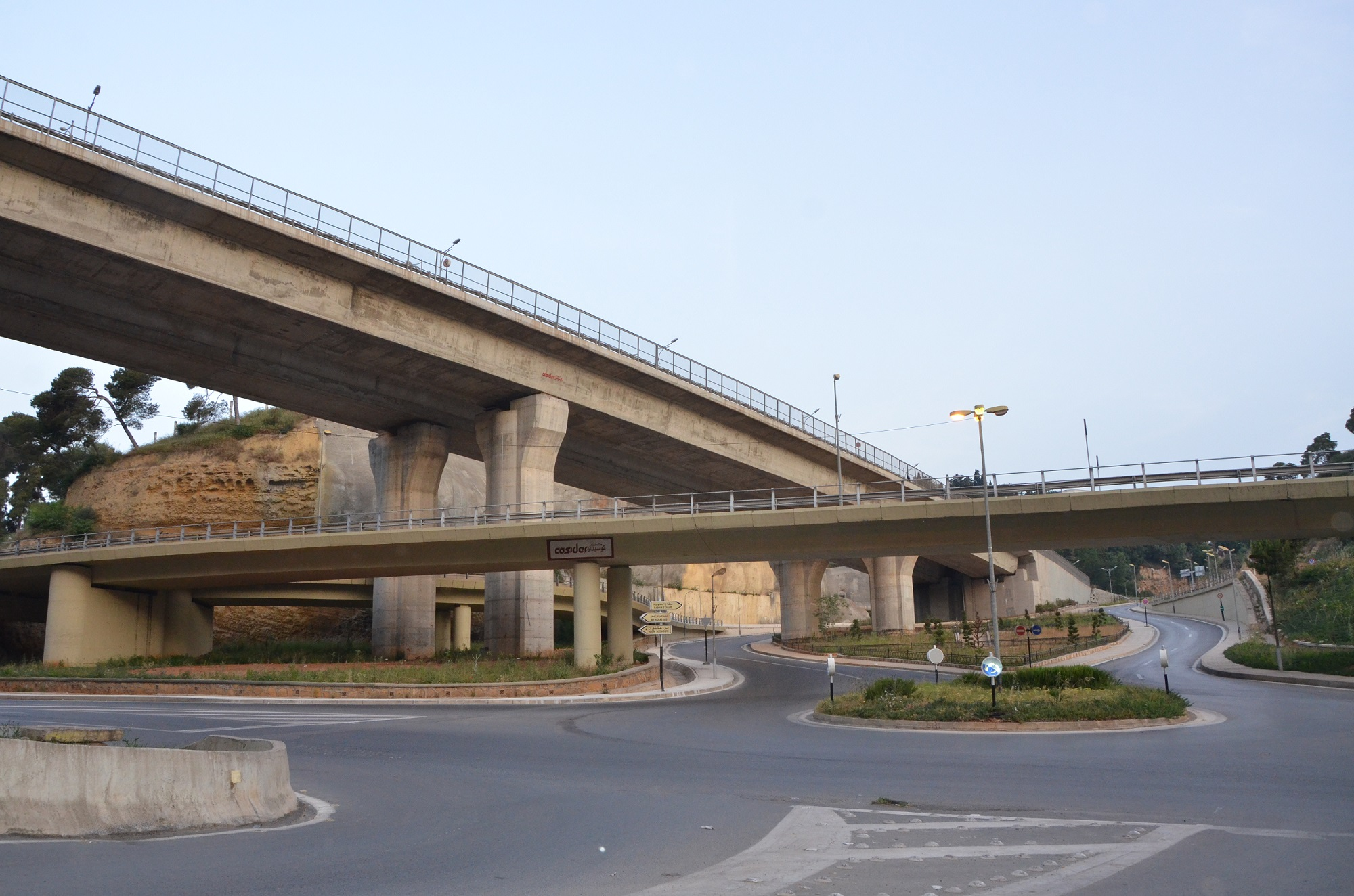
جسر أولمان خليفة

ينبع الوادي من مرتفعات الأبيار على ارتفاع 240 مترًا تقريبًا، للنزول باتجاه الجنوب إلى مدينة حيدرة ثم بئر مراد رايس حيث يغير مساره ليذهب شرقاً عبر Ravin de la femme sauvage [الفرنسية] ليصب أخيرًا في البحر.
إذا لم يعد مرئيًا اليوم لأنه أستبدل بجامع، ودفن تحت حي حضري بالكامل، مخلفاً وراءه بصمة في تاريخ المدينة مثل جسور حيدرة وجسر أولمان خليفة.
المنطقة الواقعة عند مخرج واد Ravin de la femme sauvage [الفرنسية] تسمى اليوم واد كنيس، كان يضم سوقًا للسلع الرخيصة والمستعملة. ويسمى أحد مواقع الويب على اسمه، وادكنيس الذي أصبح أكبر منصة تجارية في البلاد.